# Xã Parker, Quận Clark, Illinois
Xã Parker (tiếng Anh: Parker Township) là một xã thuộc quận Clark, tiểu bang Illinois, Hoa Kỳ. Năm 2010, dân số của xã này là 186 người.